# Курима
Курима (слч. Kurima) насељено је мјесто са административним статусом сеоске општине (слч. obec) у округу Бардјејов, у Прешовском крају, Словачка Република.

## Становништво
| Година:    | 1994. | 2004.   | 2014.   | 2024.   |
| ---------- | ----- | ------- | ------- | ------- |
| Број људи: | 1033  | 1072    | 1127    | 1125    |
| Разлика:   |       | +3,77 % | +5,13 % | -0,17 % |

| Година:    | 2023. | 2024.   |
| ---------- | ----- | ------- |
| Број људи: | 1111  | 1125    |
| Разлика:   |       | +1,26 % |

Према подацима о броју становника из 2024. године насеље је имало 1125 становника.